# Hórreos y paneras de Feleches
Feleches cuenta con un importante patrimonio de hórreos y paneras (algunos de ellos centenarios) diseminados por los diferentes núcleos de la parroquia.

## Hórreos
La mayoría de los hórreos aún presentes en Feleches son del "Tipo Villaviciosa", generalmente con corredor, aunque las decoraciones son bastante escasas o inexistentes en casi todos ellos.

### Hórreos de Los Corros
- Hórreo de "Fernando" (La Ferrería): Bien conservado. De grandes dimensiones, pegoyos de madera sobre zócalo de piedra y corredor.
- Hórreo de "José El de Leonor" (La Ferrería): Pegoyos de madera y corredor.
- Hórreo de "Liberato Vázquez" (La Ferrería): Pegoyos de piedra y corredor
- Hórreo de "La Ferrería" (Los Corros): Buen estado de conservación con pegoyos de madera sobre zócalo y corredor.
- Hórreo de "Amable" (La Quintana Trás): Pegoyos de piedra sobre zócalo y corredor.
- Hórreo de "Amparo La de Nalo" (La Quintana'l Sol): Pegoyos de madera con corredor parcial.
- Hórreo de "La Quintana Tras" (Los Corros): Bien conservado con pegoyos de piedra y corredor.
- Hórreo de "La Quintana Tras" (Los Corros): Bien conservado con pegoyos de madera sobre zócalo de ladrillo y corredor.

### Hórreos de El Camín
- Hórreo de "La Quintana d'Arriba" (El Camín): Sin Corredor, pegoyos de piedra sobre zócalo.
- Hórreo de "La Quintana d'Arriba" (El Camín): Con corredor y parte inferior cerrada a modo de cochera.
- Hórreo de "Mundo El Quintu" (El Camín d'Arriba): Con corredor y pegoyos de piedra sobre zócalo.
- Hórreo de "La Quintana d'Abaxo" (El Camín): Bastante deterirado. Corredor parcial y pegoyos de piedra.
- Hórreo de "La Quitana d'Abaxo" (El Camín): Muy bien conservado con corredor y pegoyos de piedra.
- Hórreo de "El Camín de Cuyá" (El Camín): Bien conservado. Pegoyos de piedra con corredor.

### Hórreos de El Felechín
- Hórreos de "El Felechín d'Abaxo" (El Felechín d'Abaxo): De nueva construcción con corredor y pegoyos de piedra.

### Hórreos de La Secá
- Hórreo de "El Correo" (La Secá): Sin restaurar. Pegoyos cortos de piedra sobre los cimientos de una cochera, con corredor de madera y sin decoración. Antiguamente había una ferrería debajo.
- Hórreo de "Carlitos" (La Quintana La Secá): Sin restaurar, con corredor, pegollos de piedra y sin decoración.
- Hórreo de "Fonseca" (La Quintana La Secá): Presidiendo la entrada de un pequeño patio privado y sin decoración, este hórreo ha sufrido múltiples transformaciones. Originalmente se trataba de una panera de madera, probablemente del siglo XVII, a la que a finales del siglo XIX o principios del siglo XX, se le suprimieron los seis pegollos de madera y se le sustituyeron por cuatro de hormigón convirtiéndola, de este modo, en un hórreo. De esta época data también la sustitución de sus paredes originales de madera por otras de ladrillo visto. A principios de los años noventa fue parcialmente restaurado rehaciendo nuevamente su techumbre y su corredor, reformando uno de los pegollos de hormigón y cubriendo las paredes de ladrillo con chapas de madera. También se llevó a cabo un saneamiento general de vigas y suelos.
- Hórreo de "La Carretera" (La Secá): Restaurado, con pegoyos de piedra y corredor.

### Hórreos de La Cuesta
- Hórreo de "Ángel Ornia" (La Cuesta): Restaurado, con pegoyos de piedra y corredor.

### Hórreos de El Moldano
- Hórreo de "El Moldano" (El Moldano): Restaurado, con pegoyos de piedra y sin corredor.
- Hórreo de "El Moldano" (El Moldano): Puerta decorada, con pegoyos de piedra y sin corredor.

### Hórreos en Novalín
- Hórreo de "Sandalio" (La Quintana): Restaurado con pegoyos de piedra de gran altura y corredor.
- Hórreo de "Casa Abaxo" (Novalín): Solo se conservan cuatro pegoyos de piedra sobre zócalo, la subidoria y los través de madera.
- Hórreo de "El Prau de La Fuente" (El Casiillu): Restaurado, sobre pegoyos de piedra y corredor.

### Hórreos de La Mata
- Hórreo de "La Mata" (La Mata): Sobre una construcción cerrada, con corredor y decoración.

### Hórreos de La Cigüeta
- Hórreo de "La Cigüeta (La Cigüeta): Deteriorado, con pegoyos de piedra y madera, y sin corredor.

## Paneras

### Paneras de El Xelán
- Panera de "El Xelán" (El Xelán): De grandes dimensiones y bien conservada forma parte, junto a la casona y la capilla, del conjunto de la Casería de El Xelán. Posee un corredor y pegoyos de piedra.

### Paneras de El Felechín
- Panera "Grande" ("Felechín d'Arriba"): De grandes dimensiones y parcialmente cerrada en su parte inferior. Posee un largo corredor perimetral.
- Panera "Piquiñuca" ("Felechín d'Arriba"): De pequeñas dimensiones y cerrada en su parte inferior. Carece de corredor.

### Paneras de Los Corros
- Panera de "La Ferrería" (La Ferrería): De grandes dimensiones y bien conservada, con corredor y pegoyos de piedra.
- Panera de "Valentín" (El Pedreru): De grandes dimensiones y características especiales. Pegoyos de piedra, sin corredor.
- Panera de "Herederos" (El Pedreru): Corredor parcial y decoración en puertas y bocateya (flores de agua).
- Panera de "Herederos" de Valentín (El Pedreru): Pegoyos de piedra y corredor mal conservado.
- Panera de "La Casona" (El Pedreru): Corredor parcial y pegoyos de piedra.
- Panera de "La Quintana de Cuya" (Los Corros): Muy Bien conservada con pegoyos de piedra y corredor.
- Panera de "Los Corros" (Los Corros): Buena conservación y parte inferior cerrada. Con pegoyos de piedra y corredor.
- Panera de "Los Corros" (Los Corros): Parcialmente ruinosa, con pegoyos de madera y con la mitad del corredor. Está dividida a la mitad.
- Panera de "El Cotayu" (Los Corros): Parte inferior cerrada y corredor.
- Panera de "El Serraeru" (Los Corros): Parte inferior cerrada, pegoyos de piedra y corredor.
- Panera de "La Quintana Tras" (Los Corros): Antiguo taller de bicis y motos de Miro. De grandes dimensiones, parte inferior cerrada, pegoyos de piedra y corredor parcial.
- Panera de "La Quintana Tras" (Los Corros): Muy deteriorada, con pegoyos de piedra sobre zócalo y corredor parcial.

### Paneras de La Cuesta
- Panera de "José Clemente" (La Cuesta): Con corredor parcial y cerrado, pegoyos de piedra y alguna decoración.

### Paneras de Novalín
- Panera de "El Rebollón" (Novalín): Muy deteriorada, con corredor parcial y pegoyos de piedra.
- Panera de "La Panerona" (Novalín): Muy deteriorada, sin corredor y pegoyos de madera.
- Panera de "El Casiyu" (Novalín): Corredor parcial, puertas decoradas y pegoyos de piedra.
- Panera de "El Prau de La Fuente" (El Casiillu): Formando parte de una construcción moderna y casi irreconocible.

### Paneras de Nuste
- Panera de "Nuste" (Nuste): Restaurada, con pegoyos de piedra y corredor.

## Hórreos y paneras derribados durante el último siglo
- Hórreo de "El Molín de Valdoria" (Valdoria): Derribado por el trazado de la autovía a finales del siglo XX).
- Hórreo de "Otero" (El Cotayu): Subiendo la cuesta de la carretera de El Cotayu.
- Hórreo de "La Panadería": Derribado por un camión de harina.
- Hórreo de "Sindo el de Amada":
- Hórreo de "Hortensia":
- Hórreo de "Belarmino" (El Cotayu): En la Quintana de delante de El Cotayu.
- Hórreo de "La Quintana Tras" (El Cotayu):
- Hórreo de "Bernardino" (La Quintana Trás):
- Hórreo de "La Cochera" (El Campu): Detrás de casa Pedro.
- Hórreo de "La Familia Montes" (La Ferrería de Delante):
- Hórreo de "Leontina" (La Ferrería de Tras):
- Hórreo de "Les Tiapines":
- Hórreo de "El Fontán":
- Hórreo de "El Centro Los Corros" (Los Corros):
- Panera de "Les Bartueles y Amanda":